# Zastava Svetog Bartolomeja
Službena zastava otoka Svetog Bartolomeja je zastava Francuske. U uporabi je i neslužbena zastava, u biti grb Svetog Bartolomeja na bijeloj zastavi.